# Intercontinental Rally Challenge 2010
Per l'Intercontinental Rally Challenge 2010, sono previste 12 prove. Tra esse spicca il Rally di Montecarlo e le nuove entrate in calendario, il Rally di Sardegna, d'Argentina e quello di Cipro.
La prima prova in calendario, il Rally di Montecarlo, ha visto la vittoria di Mikko Hirvonen su Fiesta S2000 davanti alle due Skoda Fabia S2000 di Juho Hänninen e di Nicolas Vouilloz. In occasione della seconda prova dell'anno, svoltasi in Brasile, si è imposto il britannico Kris Meeke a bordo di una Peugeot 207 S2000 davanti a Guy Wilks e a Hänninen che guidavano le Skoda.
In Argentina la vittoria è stata invece appannaggio di Juho Hanninen alla guida della Skoda Fabia S2000 che ha preceduto altre due vetture gemelle condotte da Guy Wilks e da Jan Kopecký.
Al termine della stagione di gare il titolo piloti è stato vinto da Juho Hänninen mentre il titolo costruttori è stato appannaggio della Škoda Auto.

## Calendario 2010
| Data                | Luogo                           | Quartier generale      | Vincitore                             | Resoconto |
| ------------------- | ------------------------------- | ---------------------- | ------------------------------------- | --------- |
| 19-23 gennaio       | Rally di Montecarlo             | Monaco                 | Mikko Hirvonen (Fiesta S2000)         | [ 1 ]     |
| 4-6 marzo           | Rally Internacional de Curitiba | Curitiba               | Kris Meeke (Peugeot 207 S2000)        | [ 2 ]     |
| 19-21 marzo         | Rally d'Argentina               | Córdoba                | Juho Hänninen (Skoda Fabia S2000)     | [ 3 ]     |
| 29 aprile-1º maggio | Rally delle Isole Canarie       | Las Palmas             | Jan Kopecký (Skoda Fabia S2000)       | [ 5 ]     |
| 4-6 giugno          | Rally di Sardegna               | Cagliari-Simaxis-Olbia | Juho Hänninen (Skoda Fabia S2000)     | [ 6 ]     |
| 24-26 giugno        | Belgium Ypres Rally             | Ypres                  | Freddy Loix (Škoda Fabia S2000 Evo 2) | [ 7 ]     |
| 15-17 luglio        | Rally delle Isole Azzorre       | Ponta Delgada          | Bruno Magalhães (Peugeot 207 S2000)   | [ 8 ]     |
| 5-7 agosto          | Rali Vinho da Madeira           | Funchal                | Freddy Loix (Škoda Fabia S2000 Evo 2) | [ 9 ]     |
| 27-29 agosto        | Rally Barum Zlin                | Zlín                   | Freddy Loix (Škoda Fabia S2000 Evo 2) | [ 10 ]    |
| 23-25 settembre     | Rally di Sanremo                | Sanremo                | Paolo Andreucci (Peugeot 207 S2000)   | [ 11 ]    |
| 15-17 ottobre       | Scotland Rally                  | Perth                  | Juho Hänninen (Skoda Fabia S2000)     | [ 12 ]    |
| 4-6 novembre        | Rally di Cipro                  | Limassol               | Nasser Al-Attiyah (Fiesta S2000)      | [ 13 ]    |

## Team e piloti
| Team                                   | Costruttore                   | Auto                           | Pilota                | Co-pilota                      | Gomme | Gare         |
| -------------------------------------- | ----------------------------- | ------------------------------ | --------------------- | ------------------------------ | ----- | ------------ |
| \| \| Kronos Racing Team Peugeot UK \| | Peugeot                       | Peugeot 207 S2000              | Kris Meeke            | Paul Nagle                     | BF    | 1-11         |
| Peugeot Sport                          | Peugeot                       | Peugeot 207 S2000              | Sébastien Ogier       | Julien Ingrassia               | BF P  | 1 5          |
| Peugeot Sport                          | Peugeot                       | Peugeot 207 S2000              | Stéphane Sarrazin     | Jacques-Julien Renucci         | BF    | 1,6          |
| YJazeed Al Rajid Racing                | Peugeot                       | Peugeot 207 S2000              | Yazeed Al-Rajhi       | Mathieu Baumel                 | BF    | 5            |
| Peugeot Sport                          | Peugeot                       | Peugeot 207 S2000              | Luca Betti            | Pierangelo Scalvini            | BF    | 6            |
| Peugeot Sport Portugal                 | Peugeot                       | Peugeot 207 S2000              | Bruno Magalhães       | Carlos Magalhães               | BF    | 1-8,10       |
| Interwetten Racing                     | Peugeot                       | Peugeot 207 S2000              | Franz Wittmann        | Klaus Wicha                    | BF    | 1,4-5,9      |
| Racing Lions F.P.F. Sport SRL          | Peugeot                       | Peugeot 207 S2000              | Paolo Andreucci       | Anna Andreussi                 | P     | 5,10         |
| Peugeot Sport Turky                    | Peugeot                       | Peugeot 207 S2000              | Burku Centikaya       | Ciciek Guney                   | Y     | 5,6          |
| Daniel Oliveira                        | Peugeot                       | Peugeot 207 S2000              | Daniel Oliveira       | Carlos del Barrio              | BF    | 1,3-4,6,8-10 |
| Stohl Racing                           | Peugeot                       | Peugeot 207 S2000              | Daniel Oliveira       | Denis Giraudet Armando Miranda | BF    | 2 11         |
| Peugeot Team Belux                     | Peugeot                       | Peugeot 207 S2000              | Thierry Neuville      | Nicolas Klinger                | BF    | 4-6,9-11     |
| Corrado Fontana Team                   | Peugeot                       | Peugeot 207 S2000              | Corrado Fontana       | Nicola Arena                   | BF    | 6,8-9        |
| Pieter Tsjoen Racing                   | Peugeot                       | Peugeot 207 S2000              | Pieter Tsjoen         | Eddy Chevaillier               | BF    | 6            |
| M-Sport Ltd.                           | Ford                          | Ford Fiesta S2000              | Mikko Hirvonen        | Jarmo Lehtinen                 | P     | 1            |
| Munchi's Ford World Rally Team         | Ford                          | Ford Fiesta S2000              | Federico Villagra     | Jorge Pérez Companc            | P     | 3            |
| ESC. Ourense                           | Ford                          | Ford Fiesta S2000              | Sergio Vallejo        | Diego Vallejo                  | P     | 4            |
| Ford Norway                            | Ford                          | Ford Fiesta S2000              | Andreas Mikkelsen     | Ola Fløene                     | H     | 5-7,9-11     |
| Cersanit Rally Team                    | Ford                          | Ford Fiesta S2000              | Michał Sołowow        | Maciej Baran                   | P     | 6            |
| Team Ford Quinta do Lorde              | Ford                          | Ford Fiesta S2000              | Bernardo Sousa        | Nuno Silva                     | P     | 7-8          |
| Škoda Motorsport                       | Škoda                         | Škoda Fabia                    | Jan Kopecký           | Petr Starý                     | BF    | 1-10         |
| Škoda Motorsport                       | Škoda                         | Škoda Fabia                    | Juho Hänninen         | Mikko Markkula                 | BF    | 1-11         |
| Škoda Motorsport                       | Škoda                         | Škoda Fabia                    | Nicolas Vouilloz      | Benjamin Veillas               | BF    | 1            |
| Škoda UK                               | Škoda                         | Škoda Fabia                    | Guy Wilks             | Phil Pugh                      | BF    | 1-5,9-11     |
| Barwa Rally Team                       | Škoda                         | Škoda Fabia                    | Nasser Al-Attiyah     | Giovanni Bernacchini           | P     | 3            |
| Skoda Spain                            | Škoda                         | Škoda Fabia                    | Alberto Hevia         | Alberto Iglesias Pin           | BF    | 4            |
| Skoda Italia                           | Škoda                         | Škoda Fabia                    | Pierlorenzo Zanchi    | Giovanni Agnese                | BF    | 5            |
| Skoda Belgio                           | Škoda                         | Škoda Fabia                    | Freddy Loix           | Frederic Miclotte              | BF    | 6,8-10       |
| Mogul Racing Team                      | Škoda                         | Škoda Fabia                    | Roman Kresta          | Petr Gross                     | BF    | 9            |
| Astra Racing                           | Abarth                        | Abarth Grande Punto S2000      | Toni Gardemeister     | Tomi Tuominen                  | BF    | 1            |
| ACI-CSAI CIR                           | Abarth                        | Abarth Grande Punto S2000      | Luca Rossetti         | Matteo Chiarcossi              | BF    | 8,10         |
| Tommi Mäkinen Racing                   | Subaru                        | Subaru Impreza WRC             | Bryan Bouffier        | Xavier Panseri                 | BF    | TBA          |
| Subaru Team Arai                       | Subaru                        | Subaru Impreza WRC             | Toshi Arai            | Daniel Barritt                 | BF    | 6            |
| Ralliart                               | Mitsubishi                    | Mitsubishi Lancer Evolution IX | Jean-Sébastien Vigion | Stéphane Prevot                | TBA   | 1            |
| Ralliart                               | Mitsubishi                    | Mitsubishi Lancer Evolution IX | Eduardo Scheer        | Geferson Pavinatto             | TBA   | 2            |
| Per-Gunnar Andersson                   | Ralliart                      | Mitsubishi Lancer Evolution IX | Per-Gunnar Andersson  | Anders Fredriksson             | P     | 5            |
| Proton R3 Malaysia Rally Team          | Proton                        | Proton Satria Neo S2000        | Chris Atkinson        | Stéphane Prevot                | BF    | 6-7          |
| Proton R3 Malaysia Rally Team          | Proton                        | Proton Satria Neo S2000        | Alister McRae         | Bill Hayes                     | BF    | 6-7,11       |
| Proton R3 Malaysia Rally Team          | Proton                        | Proton Satria Neo S2000        | Niall McShea          | Marshall Clarke                | BF    | 9-10         |
| Proton R3 Malaysia Rally Team          | Proton                        | Proton Satria Neo S2000        | Keith Cronin          | Barry McNulty                  | BF    | 9,11         |
| Proton R3 Malaysia Rally Team          | Proton                        | Proton Satria Neo S2000        | Tom Cave              | Craig Parry                    | BF    | 6,11         |
| Proton R3 Malaysia Rally Team          | Proton                        | Proton Satria Neo S2000        | Gilles Panizzi        | Freddy Delorme                 | BF    | 10           |
| Belgio (bandiera)                      | Kronos Racing Team Peugeot UK |                                |                       |                                |       |              |

## Risultati
| Tappa | Rally                                         | Podio | Podio             | Podio             | Podio     |
| Tappa | Rally                                         | Pos.  | Pilota            | Vettura           | Tempo     |
| ----- | --------------------------------------------- | ----- | ----------------- | ----------------- | --------- |
| 1     | / Rally di Monte Carlo (gennaio 19–23         | 1     | Mikko Hirvonen    | Ford Fiesta S2000 | 4:32:58.5 |
| 1     | / Rally di Monte Carlo (gennaio 19–23         | 2     | Juho Hänninen     | Škoda Fabia S2000 | 4:34:49.9 |
| 1     | / Rally di Monte Carlo (gennaio 19–23         | 3     | Nicolas Vouilloz  | Škoda Fabia S2000 | 4:36:17.6 |
|       |                                               |       |                   |                   |           |
| 2     | Rally Internacional de Curitiba (marzo 4–6)   | 1     | Kris Meeke        | Peugeot 207 S2000 | 1:42:45.4 |
| 2     | Rally Internacional de Curitiba (marzo 4–6)   | 2     | Guy Wilks         | Škoda Fabia S2000 | 1:43:32.1 |
| 2     | Rally Internacional de Curitiba (marzo 4–6)   | 3     | Juho Hänninen     | Škoda Fabia S2000 | 1:44:05.6 |
|       |                                               |       |                   |                   |           |
| 3     | Rally d'Argentina (marzo 19–21)               | 1     | Juho Hänninen     | Škoda Fabia S2000 | 2:30:38.1 |
| 3     | Rally d'Argentina (marzo 19–21)               | 2     | Guy Wilks         | Škoda Fabia S2000 | 2:31:29.1 |
| 3     | Rally d'Argentina (marzo 19–21)               | 3     | Jan Kopecký       | Škoda Fabia S2000 | 2:32:58.2 |
|       |                                               |       |                   |                   |           |
| 4     | Rally delle Isole Canarie (aprile 29 – May 1) | 1     | Jan Kopecký       | Škoda Fabia S2000 | 2:12:27.4 |
| 4     | Rally delle Isole Canarie (aprile 29 – May 1) | 2     | Juho Hänninen     | Škoda Fabia S2000 | 2:12:36.5 |
| 4     | Rally delle Isole Canarie (aprile 29 – May 1) | 3     | Guy Wilks         | Škoda Fabia S2000 | 2:13:03.8 |
|       |                                               |       |                   |                   |           |
| 5     | Rally di Sardegna (giugno 4–6)                | 1     | Juho Hänninen     | Škoda Fabia S2000 | 2:31:28.6 |
| 5     | Rally di Sardegna (giugno 4–6)                | 2     | Paolo Andreucci   | Peugeot 207 S2000 | 2:32:04.2 |
| 5     | Rally di Sardegna (giugno 4–6)                | 3     | Jan Kopecký       | Škoda Fabia S2000 | 2:32:06.8 |
|       |                                               |       |                   |                   |           |
| 6     | Belgium Ypres Rally (giugno 24–26)            | 1     | Freddy Loix       | Škoda Fabia S2000 | 2:35:36.9 |
| 6     | Belgium Ypres Rally (giugno 24–26)            | 2     | Jan Kopecký       | Škoda Fabia S2000 | 2:35:58.3 |
| 6     | Belgium Ypres Rally (giugno 24–26)            | 3     | Thierry Neuville  | Peugeot 207 S2000 | 2:37:42.4 |
|       |                                               |       |                   |                   |           |
| 7     | Rally delle Isole Azzorre (luglio 15–17)      | 1     | Bruno Magalhães   | Peugeot 207 S2000 | 2:34:00.4 |
| 7     | Rally delle Isole Azzorre (luglio 15–17)      | 2     | Kris Meeke        | Peugeot 207 S2000 | 2:35:00.5 |
| 7     | Rally delle Isole Azzorre (luglio 15–17)      | 3     | Juho Hänninen     | Škoda Fabia S2000 | 2:35:21.1 |
|       |                                               |       |                   |                   |           |
| 8     | Rali Vinho da Madeira (agosto 5–7)            | 1     | Freddy Loix       | Škoda Fabia S2000 | 3:08:14.3 |
| 8     | Rali Vinho da Madeira (agosto 5–7)            | 2     | Jan Kopecký       | Škoda Fabia S2000 | 3:08:52.1 |
| 8     | Rali Vinho da Madeira (agosto 5–7)            | 3     | Juho Hänninen     | Škoda Fabia S2000 | 3:10:40.1 |
|       |                                               |       |                   |                   |           |
| 9     | Rally Barum Zlin (agosto 27–29)               | 1     | Freddy Loix       | Škoda Fabia S2000 | 2:31:31.0 |
| 9     | Rally Barum Zlin (agosto 27–29)               | 2     | Juho Hänninen     | Škoda Fabia S2000 | 2:31:56.0 |
| 9     | Rally Barum Zlin (agosto 27–29)               | 3     | Pavel Valoušek    | Škoda Fabia S2000 | 2:32:51.2 |
|       |                                               |       |                   |                   |           |
| 10    | Rally di Sanremo (settembre 23–25)            | 1     | Paolo Andreucci   | Peugeot 207 S2000 | 2:35:32.7 |
| 10    | Rally di Sanremo (settembre 23–25)            | 2     | Juho Hänninen     | Škoda Fabia S2000 | 2:35:37.1 |
| 10    | Rally di Sanremo (settembre 23–25)            | 3     | Freddy Loix       | Škoda Fabia S2000 | 2:36:06.8 |
|       |                                               |       |                   |                   |           |
| 11    | Scotland Rally (ottobre 15–17)                | 1     | Juho Hänninen     | Škoda Fabia S2000 | 2:01:07.4 |
| 11    | Scotland Rally (ottobre 15–17)                | 2     | Andreas Mikkelsen | Ford Fiesta S2000 | 2:01:32.9 |
| 11    | Scotland Rally (ottobre 15–17)                | 3     | Kris Meeke        | Peugeot 207 S2000 | 2:04:31.6 |
|       |                                               |       |                   |                   |           |
| 12    | Rally di Cipro (novembre 4–6)                 | 1     | Nasser Al-Attiyah | Ford Fiesta S2000 | 3:11:53.5 |
| 12    | Rally di Cipro (novembre 4–6)                 | 2     | Roger Feghali     | Škoda Fabia S2000 | 3:12:24.2 |
| 12    | Rally di Cipro (novembre 4–6)                 | 3     | Martin Prokop     | Ford Fiesta S2000 | 3:16:35.5 |
|       |                                               |       |                   |                   |           |

## Classifica Piloti
- Solo i sette migliori punteggi di ogni gara sono validi per il Campionato.[16]

| Pos | Pilota                  | MON | CUR | ARG | CAN | ITA | YPR | AZO | MAD | ZLI | ITA | SCO | CYP | Punti Totali | Scarto | Punti |
| --- | ----------------------- | --- | --- | --- | --- | --- | --- | --- | --- | --- | --- | --- | --- | ------------ | ------ | ----- |
| 1   | Juho Hänninen           | 2   | 3   | 1   | 2   | 1   | Ret | 3   | 3   | 2   | 2   | 1   |     | 80           | 18     | 62    |
| 2   | Jan Kopecký             | 5   | 4   | 3   | 1   | 3   | 2   | Ret | 2   | Ret | 6   |     |     | 50           | 3      | 47    |
| 3   | Kris Meeke              | Ret | 1   | Ret | 4   | Ret | Ret | 2   | Ret | 4   | 4   | 3   |     | 39           |        | 39    |
| 4   | Freddy Loix             |     |     |     |     |     | 1   |     | 1   | 1   | 3   |     |     | 36           |        | 36    |
| 5   | Bruno Magalhães         | 7   | 5   | 6   | 5   | 5   | 6   | 1   | Ret |     | 10  |     |     | 30           |        | 30    |
| 6   | Guy Wilks               | 6   | 2   | 2   | 3   | Ret |     |     |     | 7   | Ret | Ret |     | 27           |        | 27    |
| 7   | Andreas Mikkelsen       |     |     |     |     | Ret | 5   | 4   |     | 5   | Ret | 2   | Ret | 21           |        | 21    |
| 8   | Paolo Andreucci         |     |     |     |     | 2   |     |     |     |     | 1   |     |     | 18           |        | 18    |
| 9   | Thierry Neuville        |     |     |     | Ret | 4   | 3   |     |     | Ret | 8   | Ret |     | 12           |        | 12    |
| 10  | Nasser Al-Attiyah       |     |     | Ret |     |     |     |     |     |     |     |     | 1   | 10           |        | 10    |
| 11  | Mikko Hirvonen          | 1   |     |     |     |     |     |     |     |     |     |     |     | 10           |        | 10    |
| 12  | Roger Feghali           |     |     |     |     |     |     |     |     |     |     |     | 2   | 8            |        | 8     |
| 13  | Martin Prokop           |     |     |     |     |     |     |     |     |     |     |     | 3   | 6            |        | 6     |
| 14  | Pavel Valoušek          |     |     |     |     |     |     |     |     | 3   |     |     |     | 6            |        | 6     |
| 15  | Nicolas Vouilloz        | 3   |     |     |     |     |     |     |     |     |     |     |     | 6            |        | 6     |
| 16  | Jaromír Tarabus         |     |     |     |     |     |     |     |     | 8   |     |     | 4   | 6            |        | 6     |
| 17  | Stéphane Sarrazin       | 4   |     |     |     |     | Ret |     |     |     |     |     |     | 5            |        | 5     |
| 18  | David Bogie             |     |     |     |     |     |     |     |     |     |     | 4   |     | 5            |        | 5     |
| 19  | Bernd Casier            |     |     |     |     |     | 4   |     |     |     |     |     |     | 5            |        | 5     |
| 20  | Miguel Nunes            |     |     |     |     |     |     |     | 4   |     |     |     |     | 5            |        | 5     |
| 21  | Gabriel Pozzo           |     |     | 4   |     |     |     |     |     |     |     |     |     | 5            |        | 5     |
| 22  | Ricardo Moura           |     |     |     |     |     |     | 5   | 10  |     |     |     |     | 4            |        | 4     |
| 23  | Luca Rossetti           |     |     |     |     |     |     |     | Ret |     | 5   |     |     | 4            |        | 4     |
| 24  | Vítor Sá                |     |     |     |     |     |     |     | 5   |     |     |     |     | 4            |        | 4     |
| 25  | Nicos Thomas            |     |     |     |     |     |     |     |     |     |     |     | 5   | 4            |        | 4     |
| 26  | Federico Villagra       |     |     | 5   |     |     |     |     |     |     |     |     |     | 4            |        | 4     |
| 27  | Siim Plangi             |     |     |     |     |     |     |     |     | Ret |     | 6   |     | 4            |        | 4     |
| 28  | Vítor Pascoal           |     |     |     |     |     |     | 6   | 18  |     |     |     |     | 3            |        | 3     |
| 29  | Roman Kresta            |     |     |     |     |     |     |     |     | Ret |     |     | 6   | 3            |        | 3     |
| 30  | Eduardo Scheer          |     | 6   | Ret |     |     |     |     |     |     |     |     |     | 3            |        | 3     |
| 31  | Teemu Arminen           |     |     |     |     | 6   |     |     |     |     |     |     |     | 3            |        | 3     |
| 32  | Filipe Freitas          |     |     |     |     |     |     |     | 6   |     |     |     |     | 3            |        | 3     |
| 33  | Alberto Hevia           |     |     |     | 6   |     |     |     |     |     |     |     |     | 3            |        | 3     |
| 34  | Václav Pech             |     |     |     |     |     |     |     |     | 6   |     |     |     | 3            |        | 3     |
| 35  | Eamonn Boland           | 19  |     |     |     |     |     |     |     |     |     | 7   |     | 3            |        | 3     |
| 36  | Daniel Oliveira         | 20  | 7   | Ret | Ret |     | Ret |     | 21  | Ret | Ret | Ret | Ret | 2            |        | 2     |
| 37  | Giandomenico Basso      |     |     |     |     |     |     |     |     |     | 7   |     |     | 2            |        | 2     |
| 38  | Nicolás Madero          |     |     | 7   |     |     |     |     |     |     |     |     |     | 2            |        | 2     |
| 39  | João Magalhães          |     |     |     |     |     |     |     | 7   |     |     |     |     | 2            |        | 2     |
| 40  | Luigi Ricci             |     |     |     |     | 7   |     |     |     |     |     |     |     | 2            |        | 2     |
| 41  | Michał Sołowow          |     |     |     |     |     | 7   |     |     |     |     |     |     | 2            |        | 2     |
| 42  | Charalambos Timotheou   |     |     |     |     |     |     |     |     |     |     |     | 7   | 2            |        | 2     |
| 43  | Pedro Vale              |     |     |     |     |     |     | 7   |     |     |     |     |     | 2            |        | 2     |
| 44  | Burcu Çetinkaya         |     |     |     |     | Ret | Ret |     | 19  | 44  | 38  | 8   | 15  | 2            |        | 2     |
| 45  | Ruben Gracia            |     |     |     | 12  |     |     |     |     |     |     |     |     | 2            |        | 2     |
| 46  | Daniele Batistini       |     |     |     |     | 8   |     |     |     |     |     |     |     | 1            |        | 1     |
| 47  | Luca Betti              |     |     |     |     |     | 8   |     |     |     |     |     |     | 1            |        | 1     |
| 48  | Diego Domínguez         |     |     | 8   |     |     |     |     |     |     |     |     |     | 1            |        | 1     |
| 49  | Sérgio Silva            |     |     |     |     |     |     | 8   |     |     |     |     |     | 1            |        | 1     |
| 50  | Constantinos Tingirides |     |     |     |     |     |     |     |     |     |     |     | 8   | 1            |        | 1     |
| 51  | Jean-Sébastien Vigion   | 8   |     |     |     |     |     |     |     |     |     |     |     | 1            |        | 1     |
| 52  | Harry Hunt              | 34  |     |     |     | 12  | Ret |     |     | 49  | 48  | 9   | 19  | 1            |        | 1     |
| 53  | Pedro Peres             |     |     |     |     |     |     |     | 9   |     |     |     |     | 1            |        | 1     |
| 54  | Marcos Tokarski         |     | 11  |     |     |     |     |     |     |     |     |     |     | 1            |        | 1     |
| 55  | Sergio Vallejo          |     |     |     | 13  |     |     |     |     |     |     |     |     | 1            |        | 1     |

| Colore  | Risultato             |
| ------- | --------------------- |
| Oro     | Vincitore             |
| Argento | 2º posto              |
| Bronzo  | 3º posto              |
| Verde   | Finito a punti        |
| Blu     | Finito senza punti    |
| Viola   | Ritirato (Rit)        |
| Viola   | Non classificato (NC) |
| Rosso   | Non qualificato (NQ)  |
| Nero    | Squalificato (SQ)     |
| Bianco  | Non partito (NP)      |
| Bianco  | Non ha gareggiato     |
| Bianco  | Infortunato (INF)     |
| Bianco  | Escluso (ES)          |
| Bianco  | Gara cancellata (C)   |

## Classifica Costruttori
- Solo i sette migliori punteggi di ogni gara sono validi per il Campionato.

| Pos | Costruttore | MON | CUR | ARG | CAN | ITA | YPR | AZO | MAD | ZLI | ITA | SCO | CYP | Totale Punti | Scarto | Punti |
| --- | ----------- | --- | --- | --- | --- | --- | --- | --- | --- | --- | --- | --- | --- | ------------ | ------ | ----- |
| 1   | Škoda       | 14  | 14  | 18  | 18  | 16  | 18  | 6   | 18  | 18  | 14  | 10  | 8   | 172          | 52     | 120   |
| 2   | Peugeot     | 7   | 14  | 3   | 9   | 13  | 9   | 18  | 9   | 5   | 15  | 8   | 4   | 114          | 27     | 87    |
| 3   | M-Sport     | 10  | 0   | 4   | 1   | 0   | 6   | 5   | 0   | 5   | 0   | 9   | 16  | 56           | 1      | 55    |
| 4   | Ralliart    | 0   | 3   | 3   | 2   | 0   | 0   | 6   | 5   | 3   | 0   | 8   | 5   | 35           | 2      | 33    |
| 5   | Subaru      | 0   | 0   | 5   | 0   | 5   | 0   | 1   | 0   | 0   | 0   | 0   | 0   | 11           |        | 11    |
| 6   | Abarth      | 0   | 0   | 0   | 0   | 0   | 0   | 0   | 0   | 0   | 6   | 0   | 0   | 6            |        | 6     |